# Choctaw

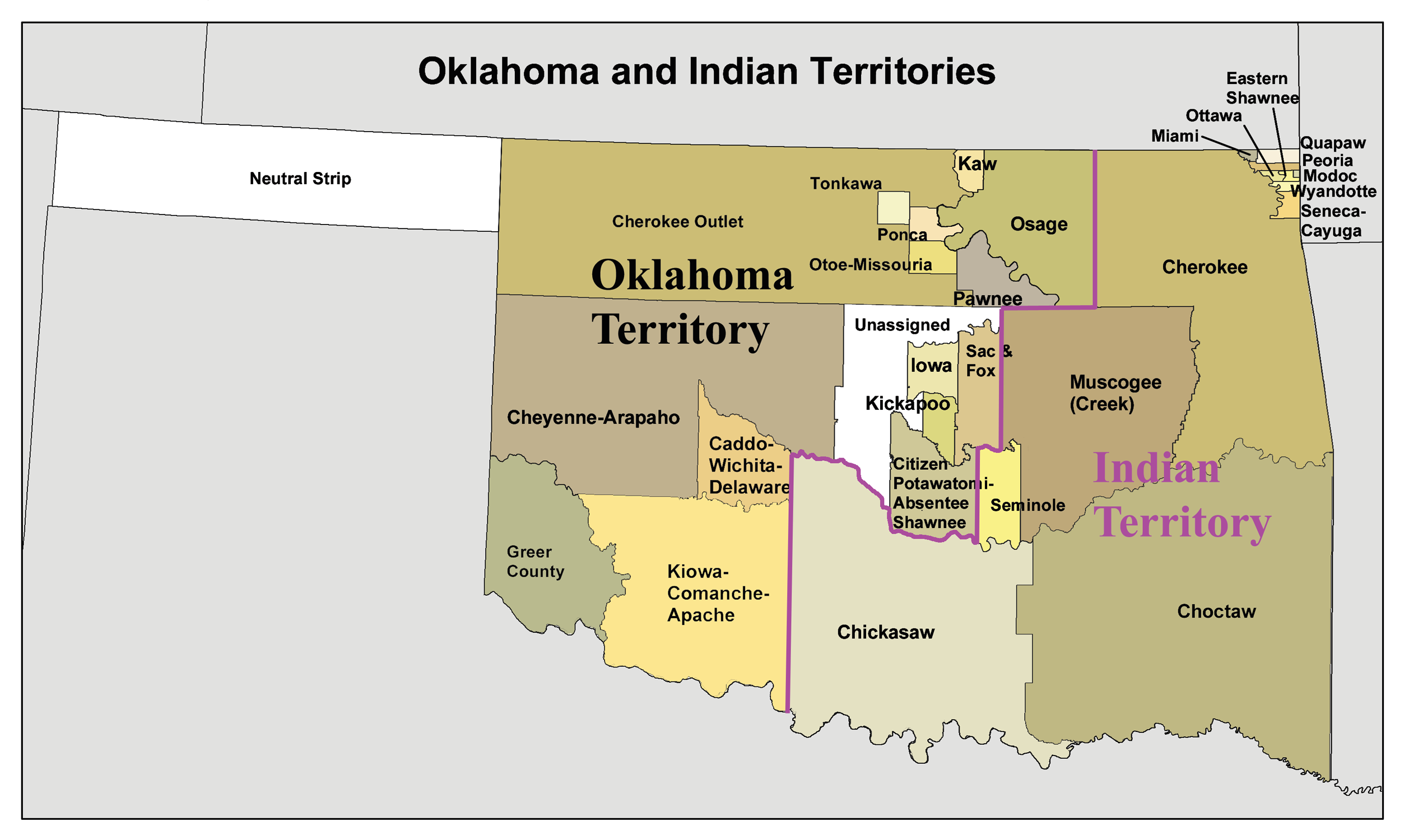
Territorio de los choctaw en Oklahoma.

Los choctaw son una nación amerindia de lengua muskogi, cuyo nombre puede significar "descendientes de Chacta", un personaje mitológico. Los choctaw eran uno de los pueblos que se agrupaban en las “Cinco Tribus Civilizadas”.
Se dividían en cuatro distritos:
- Okla Falaya  ("el pueblo largo"), al noroeste.
- Okla Tannap o Ahepat Okla ("pueblo del lado opuesto") al noroeste.
- Okla Hannali  ("pueblo de las seis villas") al sur.
- Okla Chito  ("gran pueblo").

## Localización geográfica
Vivían en las orillas del río Yazoo (Misisipi inferior) y al oeste de los ríos Alabama y Tombigbee (centro y sur de Misisipi), en un área de 63.000 mi². Actualmente, un grupo vive en siete reservas en el estado de Misisipi (Redwater, Standing Pine, Pearl River, Tucker, Bogue Chito, Conehatta y Bogue Homa) con un total de 21.000 acres, algunos en Luisiana, y el resto en Oklahoma. 
Actualmente están repartidos en tres reservas:
- Jena band of choctaw, en Luisiana, con 109 habitantes (188 apuntados al rol tribal) en 1995.
- Mississippi choctaw, en Misisipi, con 7.419 habitantes (11.240 apuntados al rol tribal) en 1995.
- Choctaw nation, Talihina Agency, en Oklahoma, con 59.832 habitantes (97.550 apuntados en el rol tribal).

## Demografía
Se calcula que en 1650 eran unos 15.000 individuos. Hacia 1780 eran unos 20.000 individuos en 60 o 70 poblaciones. En 1872 eran 16.000, en 1885 unos 12.816, y en 1890 unos 10.017, y hacia 1900 censaron 25.000, de los cuales 18.981 vivían en Oklahoma, 1.639 en Misisipi y 5.449 eran negros. Desde entonces, su número ha sido objeto de especulación: en 1930 eran 18.000 en Oklahoma, Misisipi y Luisiana, pero la Enciclopedia Británica contabiliza 17.500 en Oklahoma y 3.119 en Misisipi en 1960, y 11.000 en 1970 la Enciclopedia Americana. Hacia 1990 había un total de 45.000 choctaws, de los cuales 8.100 vivían en Misisipi, 27.500 en Oklahoma y 11.200 en California, Luisiana y otros estados. Su lengua, sin embargo, era hablada por unos 12.000 individuos en 1980. Según el censo de 2000 eran 158.774 divididos en los siguientes grupos:
| Fracción         | De una tribu | Dos tribus | Una tribu más otras razas | Dos tribus más otras razas | Total   |
| Choctaw          | 66.287       | 9.381      | 46.303                    | 11.677                     | 133.648 |
| Clifton Choctaw  | 76           | -          | 22                        | -                          | 103     |
| Jena Band        | 84           | 2          | 22                        | -                          | 108     |
| Mississippi Band | 7.626        | 82         | 851                       | 24                         | 8.583   |
| Mowa Band        | 1.572        | 11         | 206                       | 7                          | 1.796   |
| Oklahoma         | 11.690       | 108        | 2.713                     | 49                         | 14.560  |
| Total            | 87.349       | 9.552      | 50.123                    | 11.750                     | 158.774 |

## Costumbres

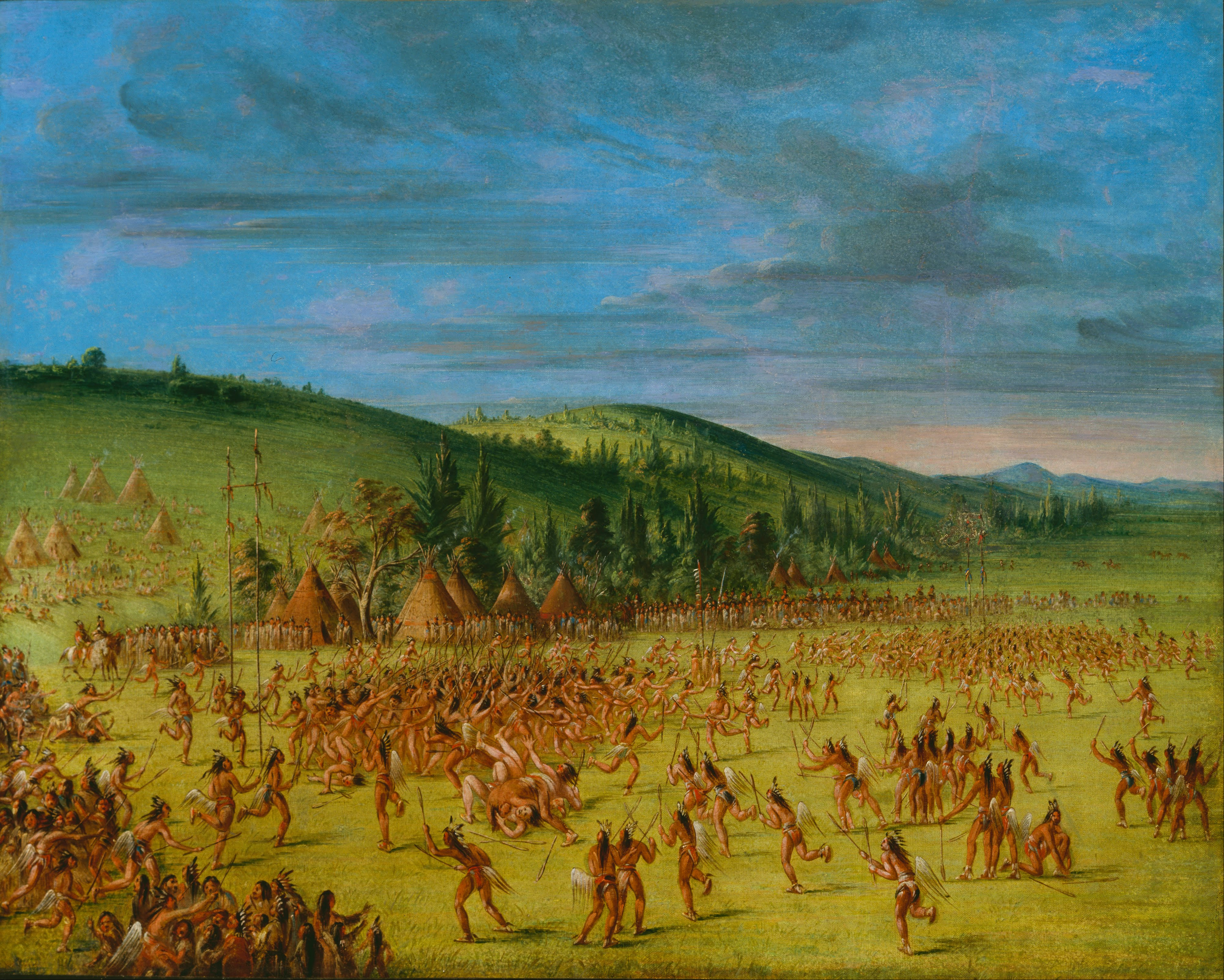
George Catlin - Ball-play of the Choctaw--Ball Up. El ishtaboli (lacrosse, chunckey), implicaba una lucha sin límites por la pelota, era un juego físico, a veces violento, llamado “hermano pequeño de la guerra”.

No tenían fama de ser tan guerreros como sus vecinos creek y chickasaw, y practicaban la agricultura del maíz, calabazas, guisantes, melones, alubias, batatas, girasol y tabaco, llevada a cabo tanto por mujeres como por hombres. Aclaraban la tierra y quemaban los hierbajos. Empleaban bastones de hueso de bisonte para remover la tierra y plantar la simiente, y para cavar los hombres empleaban un utensilio hecho con la paletilla del bisonte, y una concha o una piedra tallada unida a un bastón. Con la cosecha hacían graneros y la ocultaban en cabañas especiales.
Su armamento consistía en arcos y flechas y la pesca era comunal, con redes, arco y flechas o bien dragando el agua.
Vivían en casas de techo de paja hechas con troncos o corteza y cubiertas de barro. Cazaban ciervos y osos, aplanaban la cabeza de los recién nacidos y celebraban el busk o ceremonia del maíz verde, como las otras tribus muskogi. Se dividían en dos hermandades, kushapokla ("pueblo dividido") dividida en los grupos kushiksa ("caña"), lawokla, lulakiksa y linoklusha, y watakihulata ("pueblo amado"), dividida en chufaniksa ("gente amada"), iskulani ("pueblo pequeño"), chito ("pueblo grande") y shakchukla ("pueblo del cangrejo").
Se agrupaban en poblados, el principal de los cuales era Nanih Waiya, creado alrededor del año 500 como centro espiritual. 
La sociedad tenía dos divisiones, de paz y de guerra: rojo y negro, como los cherokee y los creek. Cada división tenía roles propios en ritos funerarios de la división opuesta: los cuerpos eran envueltos en pieles y dejados al aire libre, a veces en una plataforma hecha para la ocasión. Tenían un cuerpo especial de sacerdotes que se encargaba de limpiar los huesos y dejarlos sin carne. Los huesos limpios se guardaban en un osario, sobre el cual había un catafalco con escenas de caza, coronas e imágenes grabadas para asistir a los espíritus. Cuando ya estaba lleno de huesos, se realizaba una fiesta para los muertos y los huesos eran enterrados en un túmulo cónico de tierra. También tenían alikchi o brujos, y creían en los shilup (fantasmas). Entre 1825 y 1830 Gideon Lincecum recogió sus tradiciones de boca del anciano Ghanta Imataha.
También jugaban al ishtaboli, llamado lacrosse por los franceses y chunckey por los ingleses, juego de pelota similar al hockey con una pelota de piel y raquetas llamadas kapucha, o bien con un disco redondo.

## Historia
Fueron descubiertos por Hernando de Soto en 1540, quien les llamó chaetas. El Jefe de los Tuscaloosa le recibió en la villa de Mabila (quizás la Mobile. Ya entonces eran enemigos de los chickasaw, y culturalmente se relacionaban con las otras tribus de la cultura del Misisipi.
En 1673 les visitaron los franceses Jacques Marquette y Louis Jolliet, que fueron bien recibidos. Así, en 1699 construyeron el Fort Maurepas, al igual que las villas de Mobile (1702) y Fort Rosalie (Natchez, Misisipi) en 1716.
Hacia el siglo XVIII eran exportadores de maíz, y se aliaron con los franceses; pero su caudillo Red Shoes se alzó contra los franceses en 1746 por el tratado del comercio de pieles, ayudado por el gobernador de Carolina del Sur. El conflicto acabaría con la ejecución del caudillo y una guerra civil choctaw, tras la cual volverían a aliarse con Francia. 
Por esta razón, tras la derrota francesa en la guerra de 1756-1760, hubieron de ceder territorio a los británicos. Esto les obligaría hacia 1780 a moverse hacia el Oeste, donde chocaron con las tribus caddo. Entonces vivían en 60 o 70 poblados en las riberas de los ríos Pearl, Pascagoula y Chickasawhay. El 3 de enero de 1786 firmaron con los colonos de los EE. UU. el Tratado de Hopewell, por el cual les declaraban "paz perpetua", tratado que fue renovado en 1792. Por este motivo, no ayudaron a los ingleses en la guerra de 1812. 
Esto no les salvó, empero, de los diferentes tratados en que les obligaban a ceder tierra a los Estados Unidos. En 1801, por el de Fort Adams, el cantón del Misisipi; en 1803, por el de Hoe Buckintopae, les cedieron toda Alabama (853.760 acres); en 1805, por el de Mound Dexter, 4.142.720 acres más entre el sur de Alabama y Misisipi; en 1816, por el de Fort Saint Stephens, la parte externa del río Tombigbee (Alabama), que suponía unos 3 millones de acres; y en 1820, por el de Doak’s Strand, 5.169.788 acres más.

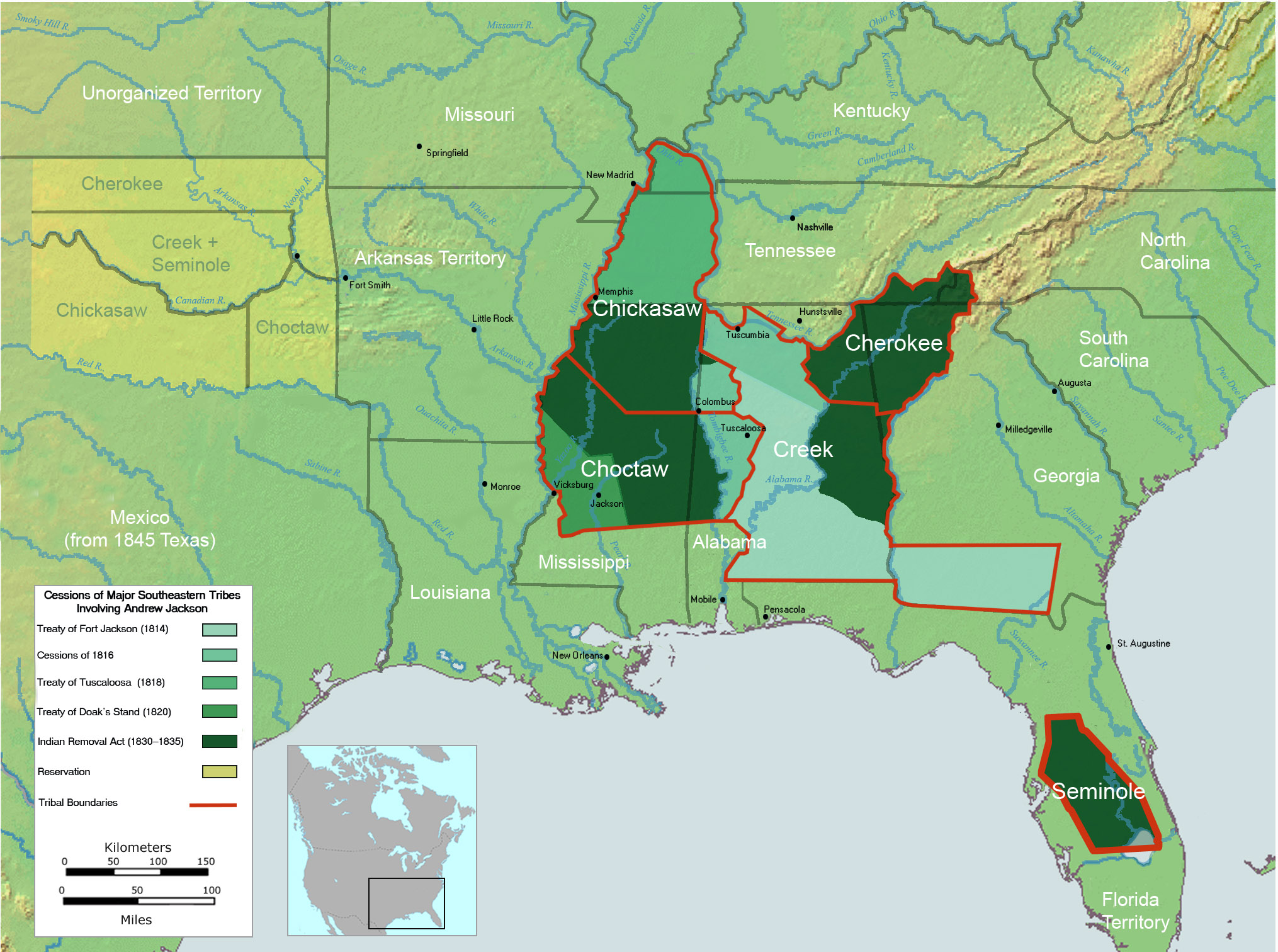
Pérdida de regiones choctaw en favor de EE.UU. a principios del siglo

En 1819 Cyrus Kingsbury fundó Elliot, primera escuela choctaw.
Durante la Guerra Creek de 1811-1814 ayudaron como mercenarios al presidente Jackson, quien desde 1820, cuando les obligó mediante sobornos y amenazas a ceder cinco millones de acres del centro de Misisipi al gobierno, hizo todo lo posible por arrebatarles la tierra y hacerlos marchar. Por el tratado del 20 de enero de 1825, firmado por el jefe Mushulatubbee, cedieron 2 millones de acres a cambio de que no les distribuyeran las tierras. Pero por el nuevo tratado de Dancing Rabbit Creek de 1835, firmado por los jefes Mushulatubbe, Greenwood La Flore (de Okla Falaya), Nitakiche y Killihota con 172 jefes más y 6.000 indios, a pesar de haber adoptado un sistema constitucional, a pesar de poseer prósperas granjas y rebaños y tener un buen sistema docente, fueron obligados a ceder las tierras a cambio de una ayuda económica para pagar el traslado e ir hacia Oklahoma, con las otras cinco tribus civilizadas en el llamado sendero de lágrimas choctaw. En 1848 tradujeron la Biblia al choctaw, y la mayoría se hizo baptista. 

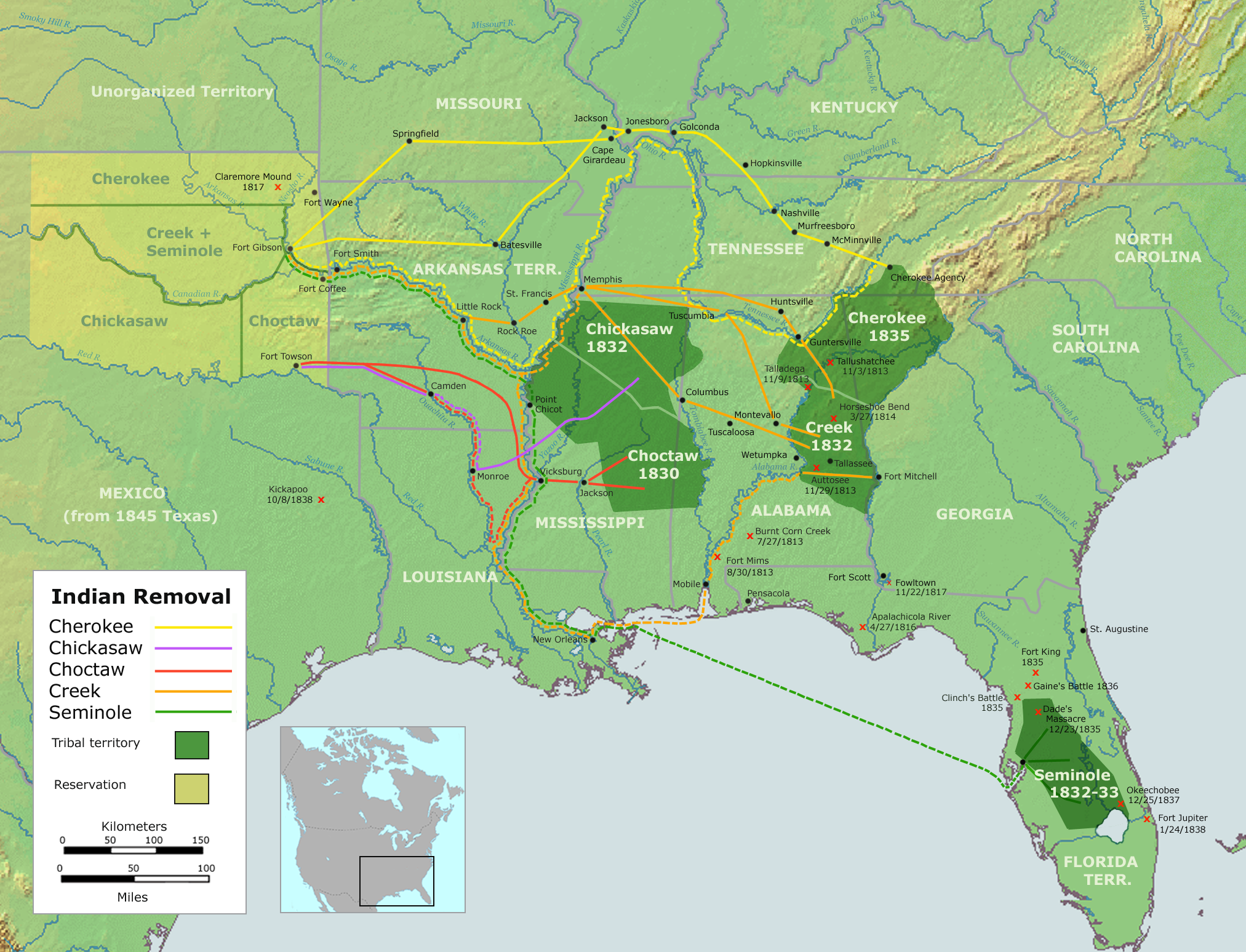
Traslado forzoso (sendero de lágrimas) de los choctaw en 1830

En 1831 unos 14.000 choctaw cruzaron el Misisipi en transbordadores, pero el caos en la distribución de los alimentos provocó que unos 2.500 murieran en el traslado por hambre y cólera. Y además no les pagaron la indemnización que les habían prometido. En Oklahoma levantarían de nuevo escuelas, iglesias y tribunales, e incluso crearían una milicia.
En 1837 pactaron el Tratado de Doaksville con los chickasaw, por el cual firmaban la paz. Peter Pitchlynn (1806-1881), mestizo conocido como Ha-Tchoctucknee (Tortuga Mordedora) fue uno de los inspiradores del tratado de Dancing Rabbit Creek y de la Federación de las Cinco Tribus Civilizadas en 1859. Fue unionista y jefe de la tribu de 1864 a 1866. Unos 69 jefes de familia (en realidad 7000 indios), sin embargo, decidieron quedarse y someterse a las leyes estatales. Así mismo, 5.720 más fueron a Oklahoma entre 1845 y 1854. En 1860 establecieron una constitución y un consejo de representantes, y durante la guerra de secesión dieron apoyo al Sur, a pesar de que el jefe Pitchlynn lo dio al Norte. Él mismo inspiraría el nuevo tratado de 1866. Dividieron el territorio en tres distritos:
- Pushmataha, al oeste del río Kiamichi, para el jefe Nikatichi.
- Apukshunaubee, al este del río Kiamichi, para el jefe La Flore.
- Moshulatubee, entre los ríos Arkansas y Canadian, para el jefe Moshulatubee.

En 1890 adoptarían todos el baptismo como religión, y en 1902 les aplicarían el Allotment act, a pesar de la oposición de su jefe Green McCurtain. En 1906 fue disuelto el gobierno tribal, aunque continuaron manteniéndolo de manera limitada. 
En 1907 la reserva choctaw fue parcelada en propiedades individuales, y el resto vendido a blancos, pero en 1960 todavía unos 17.500 vivían en tierras tribales, en una especie de reserva informal. 
En 1908-1916 se descubrió que unos mil vivían todavía en Misisipi y se inició una investigación del Congreso estadounidense, de manera que en 1944 les devolvieron 16.000 acres y les reconocieron como tribu con tal de que se encontraran bajo tutela de la BIA.
Un choctaw miembro del AIM, Dave Hill, participaría en los hechos de Wounded Knee de 1973. Harry Belvin, jefe de los choctaw de 1945 a 1978, en 1975 adoptó una constitución más actual. Por otro lado, Philip Martin, jefe de los Choctaw de Misisipi desde 1979, ha conseguido más reconocimiento federal para su tribu.

## Lista de gobernantes choctaw de Misisipi
- Jefes de Okla Tannip
  - 180? - 1809 Homastubbee (m. 1809)
  - 1809 - 1826 Moshulatubbee (primera vez) (1778-1838)
  - 1826 - 1830 David Folsom (1791-1847)
  - 1830 - 1834 Moshulatubbee (segunda vez)
- Jefes de Okla Falaya
  - 180? - 1824 Apukshunnubbee (m.1824)
  - 1824 - 1826 Robert Cole
  - 1826 - 1834 Greenwood LeFlore (1800-1865)
- Jefes de Okla Hannali
  - 180? - 1824 Pushmataha (1764-1824)
  - 1824 - 1826 Humming Bird (m.1828)
  - 1826 - 1830 John "Sam" Garland
  - 1830 - 1834 Nitakechi (1792-1846)
- Portavoces
  - 1945 - 1949 Joe Chitto
  - 1949 - 1959 Emmett York (1.ª vez)
  - 1959 - 1967 Phillip Martin (1926)
  - 1967 - 1975 Emmett York (2.ª vez)
- Jefes
  - 1975 - 1978 Calvin Issac
  - 1978 - 2007 Phillip Martin (s.a.)
  - 2007 - Beasley Denson

## Lista de los jefes de la Nación Choctaw de Oklahoma
- Jefes de Moshulatubbee
  - 1834 - 1836 Moshulatubbee
  - 1836 - 1838 Joseph Kincaid
  - 1838 - 1842 John McKinley
  - 1842 - 1846 Nathaniel Folsom
  - 1846 - 1850 Peter Folsom
  - 1850 - 1854 Cornelius McCurtain
  - 1854 - 1857 David McCoy
- Jefe del Oklafalaya 
  - 1834 - 1838 Thomas LeFlore
- Jefes de Apukshunnubbee
  - 1838 - 1842 James Fletcher
  - 1842 - 1850 Thomas LeFlore
  - 1850 - 1857 George Washington Harkins
- Jefes de Pushmataha
  - 1834 - 1838 Nitukechi (1.ª vez)
  - 1838 - 1841 Pierre Jusan
  - 1841 - 1846 Isaac Folsom
  - 1846 Nitukechi (2.ª vez)
  - 1846 - 1850 Silas D. Fisher
  - 1850 - 1854 George Folsom
  - 1854 - 1857 David McCoy
- Gobernadores
  - 1857 - 1858 Alfred Wade
  - 1857 - 1859 Tandy Walker
  - 1859 - 1 Oct 1860 Basil LeFlore
- Presidentes de la Nación Choctaw
  - 1 oct 1860 - 6 Oct 1862 George Hudson (1808-1865)
  - 6 oct 1862 - 3 Oct 1864 Samuel Garland (1803-1870)
  - 3 oct 1864 - 1 Oct 1866 Peter Perkins Pitchlynn (1806-1881)
  - 1 oct 1866 - 3 Oct 1870 Allen Wright
  - 3 oct 1870 - 5 Oct 1874 William J. Bryant
  - 5 oct 1874 - 7 Oct 1878 Coleman Cole (m. 1886)
  - 7 oct 1878 - 1880 Isaac Levi Garvin (1831-1880)
  - 1880 - 6 Oct 1884 Jackson Frazier McCurtain (1830-1885)
  - 6 oct 1884 - 3 Oct 1886 Edmund McCurtain (m. 1890)
  - 3 oct 1886 - 1 Oct 1888 Thompson McKinney (m. 1889)
  - 1 oct 1888 - 6 Oct 1890 Benjamin Franklin Smallwood (1829-1891)
  - 6 oct 1890 - 1 Oct 1894 Wilson Nathaniel Jones (1831-1901)
  - 1 oct 1894 - 5 Oct 1896 Jefferson Gardner (1847-1906)
  - 5 oct 1896 - 1 Oct 1900 Green McCurtain (1910)
  - 1 oct 1900 - 6 Oct 1902 Gilbert Wesley Dukes (1849-1916)
  - 6 oct 1902 - 1910 Green McCurtain
  - 1910 - 1918 Victor Locke, Jr. (1876-1929)
  - 1918 - 1922 William Finley Sample (1883-1969)
  - 1922 - 1929 William Henry Harrison (1876-1929)
  - 1930 - 1936 Ben H. Dwight (1890-1953)
  - 1937 - 1948 William H. Durrant (1866-1948)
  - 1948 - 1975 Harry J.W. Belvin (m. 1975)
  - 1975 - 1978 C. David Gardner
  - 1978 - 1997 Hollis E. Roberts
  - 9 jun 1997 Gregory E. Pyle

## Lista de choctaw célebres
- Wikimedia Commons alberga una categoría multimedia sobre Choctaw.
- Mushulatubbee
- Pushmataha
- Peter Pitchlynn
- Allen Wright
- Jim Barnes
- Clara Sue Kidwell
- Louis Owens
- James BlueWolf
- LeAnne Howe
- Devon Abbot Mihesuah